# Heterusia flavocellata
Heterusia flavocellata är en fjärilsart som beskrevs av W. Warren 1897. Heterusia flavocellata ingår i släktet Heterusia och familjen mätare. Inga underarter finns listade i Catalogue of Life.